# Узенский
Узенский — посёлок в Новоузенском районе Саратовской области России, в составе городского поселения Муниципальное образование город Новоузенск.

## География
Посёлок расположен на левом берегу реки Большой Узень примерно в 8,6 км по прямой в северо-западном направлении от районного центра города Новоузенск (11 км по автодорогам).

## История
До 1984 года известен как хутор фермы колхоза «Путь Ильича». Указом Президиума Верховного совета РСФСР от 19 октября 1984 года населённый пункт переименован в посёлок Узенский.

## Население
Динамика численности населения по годам:
| 2002 |
| ---- |
| 305  |

| 2002 | 2010 |
| ---- | ---- |
| 307  | ↘226 |